# Юкімі дайфуку
Юкімі дайфуку «сніжний дайфуку» (яп. 雪見だいふく) — це марка морозива мочі, яке виготовляється компанією Lotte. Воно складається з кульок ванільного морозива, які загорнуті в тонкий шар мочі або в рисові коржі. Lotte спочатку, до 1980 року, виготовляла Ватабоші «бавовняний капелюх або вкриті снігом» (яп. わたぼうし), крихітне морозиво, загорнуте в тонкий шар зефіру. Зефір був швидко замінений на мочі, тому що вони більш популярні в Японії. В 1981 році компанія вдосконалила технології, щоб зберегти м'якість мочі при температурі замерзання.
Дайфуку поставляється в трьох розмірах: картонна коробка з двома шматками морозива, з пластиковим прибором, щоб його їсти; «міні юкімі дайфуку» коробка з дев'ятьма трохи меншими шматками морозива; і «юкімі дайфуку petit триколірна коробка» Юкімі Дайфуку Пучі Сан-Іро (яп. 雪見だいふくプチ3色), яке містить морозиво з зеленого чаю, шоколадне морозиво і ванільне морозиво.
Окрім основного ванільного смаку, також бувають полуничний, шоколадний, токачі адзукі, потрійний шоколад.
Юкімі дайфуку з полуничними вершками і потрійним шоколадом випускається в упаковці з двох частин (по 47 мл кожного). Токачі адзукі і з ароматом шоколаду випускається в упаковані в міні коробки. Вони вміщають дев'ять шматочків по 30 мл кожний.
В сезон ханамі (сакури) сезонно продається вид з полуничним морозивом.
Юкімі продається в Японії сезонно, аналогічно з ханамі, зважаючи на те чи падає сніг.